# Kostel Nanebevzetí Panny Marie (Mašťov)
Děkanský kostel Nanebevzetí Panny Marie v Mašťově na Chomutovsku byl založen ve 14. století a následně několikrát přestavován, naposledy v 18. století. Od roku 1963 je zapsán jako kulturní památka.

## Historie
V letech 1193–1196 působili v Mašťově cisterciáčtí mniši. Kostel je poprvé připomínán ve 14. století, zřejmě je však ve svém jádru ještě starší. Roku 1580 proběhla přestavba lódi, roku 1765 byl barokně upraven. Zatím poslední zásadní rekonstrukce proběhla v 90. letech 20. století. Místní farnost je v současné době administrována z Kadaně. V kostele jsou slouženy pravidelné bohoslužby.

## Architektura
Kostel je jednolodní, se zúženým presbytářem. K západní stěně lodi přiléhá věž, která je zřejmě nejstarší částí kostela. Loď má valenou klenbu, v presbytáři je zachována gotická klenba s žebry. V interiéru je zachována barokní štuková výzdoba, a cenný (rovněž barokní) inventář. Hlavní oltář z roku 1765 je dílem místního řezbáře Jakuba Eberleho.